# Швеция на зимних Олимпийских играх 1948
Швеция принимала участие в V Зимних Олимпийских играх, проходивших в Санкт-Морице, Швейцария, где завоевала 10 медалей, из которых 4 золотые, 3 серебряные и 3 бронзовые. Сборную страны представляли 43 спортсмена (42 мужчины, 1 женщина), выступавших в 6 видах спорта.

## Медалисты
| Медаль  | Спортсмен                                                   | Вид спорта         | Дисциплина                         |
| ------- | ----------------------------------------------------------- | ------------------ | ---------------------------------- |
| Золото  | Мартин Лундстрём                                            | Лыжные гонки       | 18 км, мужчины                     |
| Золото  | Нильс Карлссон                                              | Лыжные гонки       | 50 км, мужчины                     |
| Золото  | Нильс Эстенссон Нильс Тепп Гуннар Эрикссон Мартин Лундстрём | Лыжные гонки       | Эстафета 4x10 км, мужчины          |
| Золото  | Оке Сейфарт                                                 | Конькобежный спорт | 10 000 м, мужчины                  |
| Серебро | Нильс Эстенссон                                             | Лыжные гонки       | 18 км, мужчины                     |
| Серебро | Харальд Эрикссон                                            | Лыжные гонки       | 50 км, мужчины                     |
| Серебро | Оке Сейфарт                                                 | Конькобежный спорт | 1500 м, мужчины                    |
| Бронза  | Гуннар Эрикссон                                             | Лыжные гонки       | 18 км, мужчины                     |
| Бронза  | Свен Исраельссон                                            | Лыжное двоеборье   | Индивидуальное первенство, мужчины |
| Бронза  | Гоете Хедлунд                                               | Конькобежный спорт | 5000 м, мужчины                    |